# Dogotélama
Dogotélama est une commune rurale du département de Bobo-Dioulasso de la province du Houet dans la région des Hauts-Bassins au Burkina Faso.

## Géographie
Dogotélama est située dans le 5e arrondissement du département de Bobo-Dioulasso, à environ 15 km du centre de Bobo-Dioulasso.

## Éducation et santé
Le centre de soins le plus proche de Dogotélama est le centre de santé et de promotion sociale (CSPS) de Matourkou, ainsi que les hôpitaux de Bobo-Dioulasso.